# Transliterarea internațională a limbii ruse
Transliterarea limbii ruse din scriptul chirilic în scriptul latin se mai numește și romanizarea limbii ruse. 

## Transliterarea limbii ruse în România
Trebuie precizat că această transliterare internațională - dată de autorități ruse - este diferită de transliterarea tradițională a limbii ruse în România, unde transliterarea se face conform ortografiei românești, deoarece limba română are litere pentru toate sunetele limbii ruse; de exemplu se scrie Șișkin pentru Шишкин, și nu Shishkin, ca în transliterarea internațională.

## Transliterarea internațională
În 2013, a intrat în vigoare Ordinul nr. 320  al Serviciului Federal de Migrație al Rusiei.  Se afirmă că toate numele personale din pașapoarte trebuie să fie transliterate cu ajutorul sistemului OIAC (Organizația Internațională a Aviației Civile) (în engleză ICAO), care este publicat în Doc 9303 „Documentele de călătorie citibile automat, Partea 3“. Acest sistem diferă de sistemul GOST 52,535.1-2,006 în două lucruri: ц este transcris ts (ca și în sistemele pre-2010), ъ este transcris ie (o noutate). 

## Tabelul de transliterare
| Alfabetul chirilic - varianta rusă | Alfabetul chirilic - varianta rusă | În alfabet latin -varianta oficială | ISO/R 9:1968 | GOST 16876-71(1); UNGEGN (1987) | GOST 16876-71(2) | ISO 9:1995; GOST 7.79-2000(A) | GOST 7.79-2000(B) | Semne rutiere | ALA-LC | BS 2979:1958 | BGN/PCGN | Pașaport (1997) | Pașaport (2010) | Pașaport (2013), ICAO |
| ---------------------------------- | ---------------------------------- | ----------------------------------- | ------------ | ------------------------------- | ---------------- | ----------------------------- | ----------------- | ------------- | ------ | ------------ | -------- | --------------- | --------------- | --------------------- |
| А                                  | а                                  | a                                   | a            | a                               | a                | a                             | a                 | a             | a      | a            | a        | a               | a               | a                     |
| Б                                  | б                                  | b                                   | b            | b                               | b                | b                             | b                 | b             | b      | b            | b        | b               | b               | b                     |
| В                                  | в                                  | v                                   | v            | v                               | v                | v                             | v                 | v             | v      | v            | v        | v               | v               | v                     |
| Г                                  | г                                  | g                                   | g            | g                               | g                | g                             | g                 | g             | g      | g            | g        | g               | g               | g                     |
| Д                                  | д                                  | d                                   | d            | d                               | d                | d                             | d                 | d             | d      | d            | d        | d               | d               | d                     |
| Е                                  | е                                  | e                                   | e            | e                               | e                | e                             | e                 | e (ye)⁵       | e      | e            | e (ye)¹² | e (ye)¹⁴        | e               | e                     |
| Ё                                  | ё                                  | ë                                   | ë            | ë                               | jo               | ë                             | yo                | e (ye, yo)⁶   | ë      | ë ⁸          | ë (yë)¹² | e (ye)¹⁴        | e               | e                     |
| Ж                                  | ж                                  | ž                                   | ž            | ž                               | zh               | ž                             | zh                | zh            | zh     | zh           | zh       | zh              | zh              | zh                    |
| З                                  | з                                  | z                                   | z            | z                               | z                | z                             | z                 | z             | z      | z            | z        | z               | z               | z                     |
| И                                  | и                                  | i                                   | i            | i                               | i                | i                             | i                 | i             | i      | i            | i        | i               | i               | i                     |
| Й                                  | й                                  | j                                   | j            | j                               | j                | j                             | j                 | y             | ĭ      | ĭ ⁸          | y ¹³     | y ¹⁵            | i               | i                     |
| К                                  | к                                  | k                                   | k            | k                               | k                | k                             | k                 | k             | k      | k            | k        | k               | k               | k                     |
| Л                                  | л                                  | l                                   | l            | l                               | l                | l                             | l                 | l             | l      | l            | l        | l               | l               | l                     |
| М                                  | м                                  | m                                   | m            | m                               | m                | m                             | m                 | m             | m      | m            | m        | m               | m               | m                     |
| Н                                  | н                                  | n                                   | n            | n                               | n                | n                             | n                 | n             | n      | n            | n        | n               | n               | n                     |
| О                                  | о                                  | o                                   | o            | o                               | o                | o                             | o                 | o             | o      | o            | o        | o               | o               | o                     |
| П                                  | п                                  | p                                   | p            | p                               | p                | p                             | p                 | p             | p      | p            | p        | p               | p               | p                     |
| Р                                  | р                                  | r                                   | r            | r                               | r                | r                             | r                 | r             | r      | r            | r        | r               | r               | r                     |
| С                                  | с                                  | s                                   | s            | s                               | s                | s                             | s                 | s             | s      | s ⁹          | s        | s               | s               | s                     |
| Т                                  | т                                  | t                                   | t            | t                               | t                | t                             | t                 | t             | t      | t ⁹          | t        | t               | t               | t                     |
| У                                  | у                                  | u                                   | u            | u                               | u                | u                             | u                 | u             | u      | u            | u        | u               | u               | u                     |
| Ф                                  | ф                                  | f                                   | f            | f                               | f                | f                             | f                 | f             | f      | f            | f        | f               | f               | f                     |
| Х                                  | х                                  | x (ch)                              | ch           | h                               | kh               | h                             | x                 | kh            | kh     | kh           | kh       | kh              | kh              | kh                    |
| Ц                                  | ц                                  | c                                   | c            | c                               | c                | c                             | cz (c)³           | ts            | t͡s     | ts ⁹         | ts ¹³    | ts              | tc              | ts                    |
| Ч                                  | ч                                  | č                                   | č            | č                               | ch               | č                             | ch                | ch            | ch     | ch           | ch       | ch              | ch              | ch                    |
| Ш                                  | ш                                  | š                                   | š            | š                               | sh               | š                             | sh                | sh            | sh     | sh           | sh       | sh              | sh              | sh                    |
| Щ                                  | щ                                  | šč                                  | šč           | ŝ                               | shh              | ŝ                             | shh               | shch          | shch   | shch         | shch ¹³  | shch            | shch            | shch                  |
| Ъ                                  | ъ                                  | ʺ                                   | ʺ            | ʺ                               | ʺ                | ʺ                             | ʺ                 | ’             | ʺ ⁷    | ” (")¹⁰      | ˮ        | ʺ               | –               | ie                    |
| Ы                                  | ы                                  | y                                   | y            | y                               | y                | y                             | y'                | y             | y      | ȳ (ui)¹¹     | y ¹³     | y               | y               | y                     |
| Ь                                  | ь                                  | ʹ                                   | ʹ            | ʹ                               | ʹ                | ʹ                             | ʹ                 | ’             | ʹ      | ’ (')        | ʼ        | –               | –               | –                     |
| Э                                  | э                                  | è                                   | è            | ė                               | eh               | è                             | e'                | e             | ė      | é ⁸          | e ¹³     | e               | e               | e                     |
| Ю                                  | ю                                  | ju                                  | ju           | ju                              | ju               | û                             | yu                | yu            | i͡u     | yu           | yu       | yu              | iu              | iu                    |
| Я                                  | я                                  | ja                                  | ja           | ja                              | ja               | â                             | ya                | ya            | i͡a     | ya           | ya       | ya              | ia              | ia                    |
| Pre-1918 letters                   |                                    |                                     |              |                                 |                  |                               |                   |               |        |              |          |                 |                 |                       |
| І                                  | і                                  | i                                   | i            | i                               | –                | ì                             | i (i’)⁴           | –             | ī      | ī            | –        | –               | –               | –                     |
| Ѳ                                  | ѳ                                  | f (th)¹                             | ḟ            | ḟ                               | –                | f̀                             | fh                | –             | ḟ      | ḟ            | –        | –               | –               | –                     |
| Ѣ                                  | ѣ                                  | ě                                   | ě            | ě                               | –                | ě                             | ye                | –             | i͡e     | ê            | –        | –               | –               | –                     |
| Ѵ                                  | ѵ                                  | i (ü)¹                              | ẏ            | ẏ                               | –                | ỳ                             | yh                | –             | ẏ      | y̆            | –        | –               | –               | –                     |
| Pre-18th century letters           |                                    |                                     |              |                                 |                  |                               |                   |               |        |              |          |                 |                 |                       |
| Є                                  | є                                  | (j)e¹                               | -            | –                               | –                | –                             | –                 | –             | ē      | –            | –        | –               | –               | –                     |
| Ѥ                                  | ѥ                                  | je¹                                 | -            | –                               | –                | –                             | –                 | –             | i͡e     | –            | –        | –               | –               | –                     |
| Ѕ                                  | ѕ                                  | dz (ʒ)¹                             | -            | –                               | –                | ẑ                             | js                | –             | ż      | –            | –        | –               | –               | –                     |
| Ꙋ                                  | ꙋ                                  | u                                   | -            | –                               | –                | –                             | –                 | –             | ū      | –            | –        | –               | –               | –                     |
| Ѡ                                  | ѡ                                  | ô (o)¹                              | -            | –                               | –                | –                             | –                 | –             | ō      | –            | –        | –               | –               | –                     |
| Ѿ                                  | ѿ                                  | ôt (ot)¹                            | -            | –                               | –                | –                             | –                 | –             | ō͡t     | –            | –        | –               | –               | –                     |
| Ѫ                                  | ѫ                                  | ǫ (u)¹                              | -            | –                               | –                | ǎ                             | –                 | –             | ǫ      | –            | –        | –               | –               | –                     |
| Ѧ                                  | ѧ                                  | ę (ja)¹                             | -            | –                               | –                | –                             | –                 | –             | ę      | –            | –        | –               | –               | –                     |
| Ѭ                                  | ѭ                                  | jǫ (ju)¹                            | -            | –                               | –                | –                             | –                 | –             | i͡ǫ     | –            | –        | –               | –               | –                     |
| Ѩ                                  | ѩ                                  | ję (ja)¹                            | -            | –                               | –                | –                             | –                 | –             | i͡ę     | –            | –        | –               | –               | –                     |
| Ѯ                                  | ѯ                                  | ks                                  | -            | –                               | –                | –                             | –                 | –             | k͡s     | –            | –        | –               | –               | –                     |
| Ѱ                                  | ѱ                                  | ps                                  | -            | –                               | –                | –                             | –                 | –             | p͡s     | –            | –        | –               | –               | –                     |
| Alfabetul chirilic varianta rusă   | Alfabetul chirilic varianta rusă   | Oficial                             | ISO/R 9:1968 | GOST 1971(1); UNGEGN (1987)     | GOST 1971(2)     | ISO9:1995; GOST 2002(A)       | GOST 2002(B)      | Semne rutiere | ALA-LC | BS 2979:1958 | BGN/PCGN | Pașaport (1997) | Pașaport (2010) | Pașaport (2013), ICAO |